# Цаган-Челутай (Бурятия)
Цага́н-Челута́й (бур. Сагаан Шулуута — [место, где] белые камни) — улус в Кяхтинском районе Бурятии. Входит в сельское поселение «Шарагольское».

## География
Расположен на правом берегу реки Чикой, в 11 км к юго-востоку от центра сельского поселения, села Шарагол, в 0,5 км к северу от государственной границы с Монголией, проходящей по руслу Чикоя. Один из самых южных, наряду с Анагустаем и Усть-Дунгуем, населённых пунктов в Бурятии.

## История
В Забайкальском казачьем войске — посёлок Шарагольской станицы .

## Население
| 2002 | 2010 |
| ---- | ---- |
| 152  | ↘77  |

## Известные уроженцы
- Дондок Гуржапович Иринчинов (?— ?) — проводник и переводчик Н. М. Пржевальского, участвовавший во всех его четырёх путешествиях по Центральной Азии.
- Цыремпил Ранжуров (1884—1918) — большевик, один из организаторов Советской власти в Бурятии.